# 로카

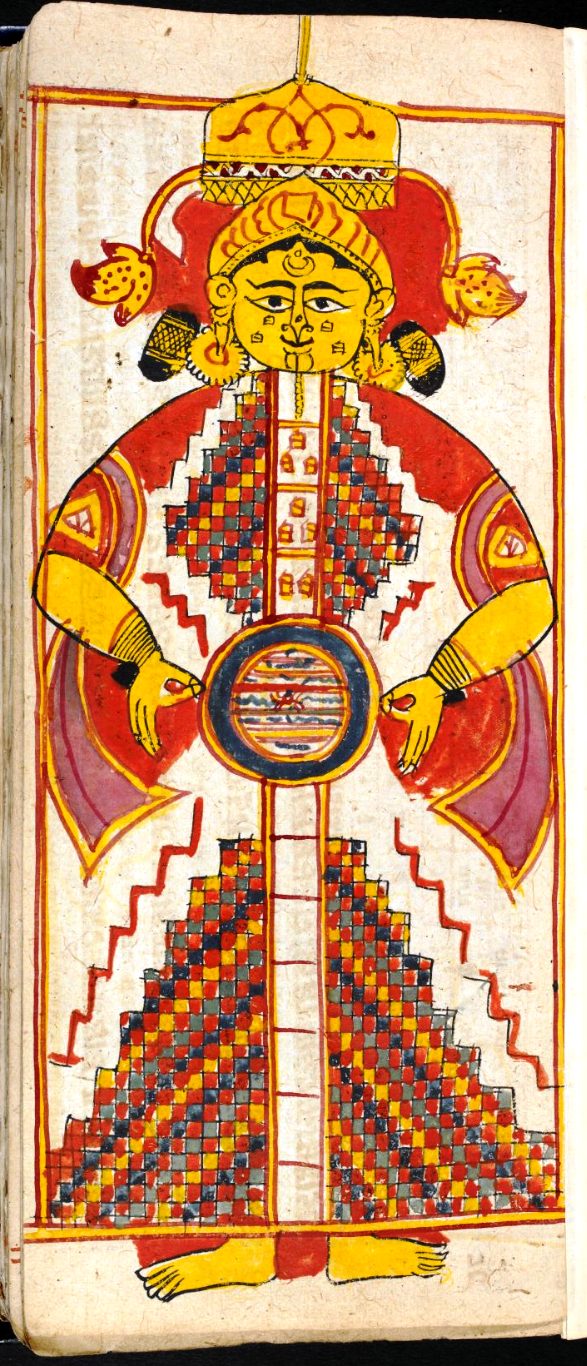
라자로카, 스리찬드라의 삼그라하니라트나, 17세기.

로카(산스크리트어: लोक)는 행성, 우주, 존재계 또는 실존계로 번역될 수 있는 힌두교 및 기타 인도 종교의 개념이다. 어떤 철학에서는 경험할 수 있는 정신 상태로 해석되기도 한다. 여러 인도 종교의 기본 개념은 서로 다른 로카가 다양한 신성한 존재의 고향이며 카르마에 따라 그러한 영역에서 태어난다는 생각이다.

## 힌두교

### 세 개의 로카

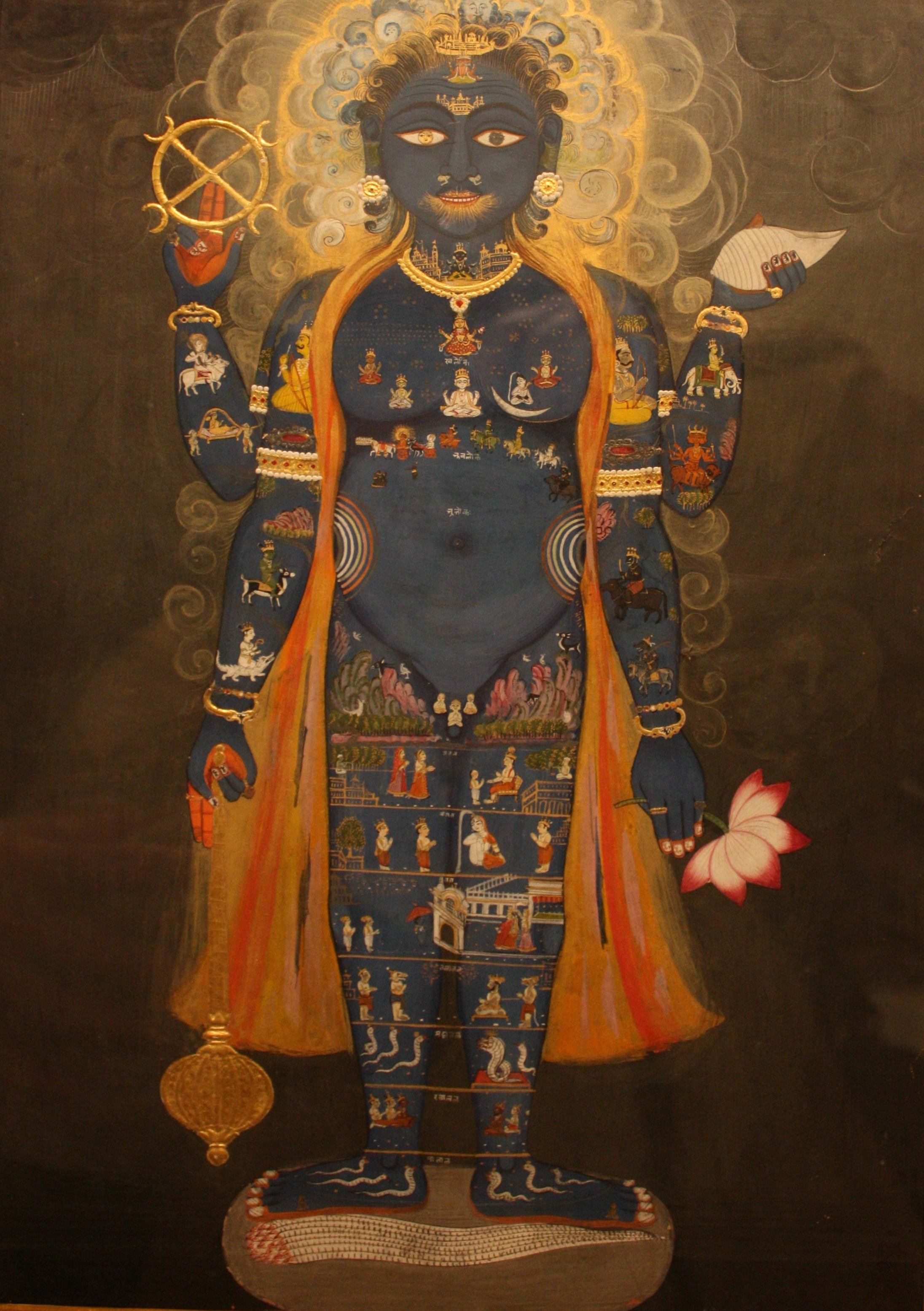
비슈누의 비슈바루파는 천계 - 사트야로카에서 부바르로카(머리에서 배까지), 지상계 - 브후로카(사타구니), 명계 - 아탈라에서 파탈라로카(다리)의 삼계를 가진 우주적 인간으로서의 비슈바루파이다.

힌두교에서 로카들의 가장 일반적인 분류는 트라이로카 또는 삼계이다.
삼계의 개념은 힌두 우주론에서 여러 가지 다른 해석을 가지고 있다.
힌두 문학에서 삼계는 땅(브후로카), 천국(스바르가), 지옥(나라카), 또는 땅(브후로카), 천국(스바르가), 저승(파탈라)을 나타낸다.

#### 브후로카
나라다 푸라나에서 브후로카는 인간의 세계인 지구와 동일시된다. 그것은 드비파(섬)라고 하는 7개의 지역으로 나뉘는 것으로 설명된다. 이 지역은 점부드비파, 플라크샤드비파, 샴발라드비파, 쿠샤드비파, 크로운차드비파, 샤카드비파 및 푸슈카라드비파로 알려져 있다. 특별한 의미는 바라타바르샤라고 불리는 인도 아대륙으로, 행동의 결실로 스바르가나 나라카로 한 번 통과할 수 있는 땅이다. 브후로카에는 라바나, 이크슈, 수라, 사르피흐, 다드히, 두그다 및 잘라라는 7개의 대양이 있다.

#### 스바르가
일반적으로 천국으로 번역되는 스바르가는 현대 힌두교에서 인드라와 데바들의 영역으로 식별된다. 베다는 지구상에서 적절한 희생 의식을 수행하기 위한 목적지로 스바르가의 보상을 제공한다. 베다 신화에서 스바르가는 불멸의 꿀인 암리타로 가득 차 있으며, 연꽃이 있는 호수, 포도주, 우유, 기버터풀, 꿀이 가득한 개울이 있다. 음식과 다과가 풍부하고 모든 주민에게 동등한 기회가 제공된다. 그것은 무한하고 완전하며 불멸의 영역으로 묘사되어 그곳에 올라갈 수 있는 소수의 사람들에게 즐거움을 제공한다. 스바르가는 때때로 조상의 영역인 피트르로카와 관련이 있지만 이러한 연관성이 모든 문헌에 나타나는 것은 아니다.

#### 나라카
나라카는 일반적으로 지옥으로 번역되며 인간이 죄에 대한 처벌을 받기 위해 보내지는 장소를 말한다. 야마의 통치를 받는 죄인들은 지상에서 지은 죄에 대해 적절한 형벌을 받고 일정 시간이 지나면 나쁜 악업의 영향인 나쁜 과보로 지상에 다시 태어난다. 바가바타 푸라나는 다음과 같은 28개의 나라카를 제시한다: 타미스라, 안드하타미스라, 라우라바, 마하라우라바, 쿰비파카, 칼라수트라, 아시파트라바나, 수카라무카, 안드하쿠파, 크리미보자나, 삼담사, 탑타수르미, 바지라칸타카살말리, 바이타니, 푸요다, 프라나로다, 비자, 알라바하코, 살라마, 라카드소아, 라카, 라카, 라카치, 그리고 수치무카.
브라흐만다 푸라나는 그들을 브후타(과거), 바브야(미래), 바바트(현재)로 여긴다.

학자 데보라흐 소이페르는 로카 개념의 발전을 다음과 같이 설명한다.
로카 또는 로카의 개념은 베다 문학에서 발전한다. 공간을 뜻하는 단어가 유목민들에게 가질 수 있는 특별한 의미에 영향을 받은 베다의 로카는 단순히 장소나 세계를 의미하는 것이 아니라 긍정적인 가치를 가지고 있었다: 그것은 그 자체의 특별한 기능의 가치를 가진 종교적 또는 심리적 관심의 장소 또는 위치였다.

따라서 초기 문헌에서 '로카' 개념에 내재된 것은 이중적인 측면이었다. 즉, 공간성과 공존하는 것은 공간적 개념, 즉 '비중요한' 의미와 무관하게 존재할 수 있는 종교적 또는 사회학적 의미였다. 베다에서 로카에 대한 가장 일반적인 우주론적 개념은 땅, 대기 또는 하늘, 그리고 하늘로 구성된 세 개의 세계, 그리고 우주를 구성하는 세 개의 세계인 트레일로키야 또는 삼계에 대한 것이다.

### 14로카
푸라나와 아타르바베다에는 14개의 세계, 즉 7개의 상위 세계(브야흐르티)와 7개의 하위 세계(파탈라)가 있다. 전자는 브후, 브후바스, 스바르, 마하스, 자나스, 타파스, 사트야가 있으며, 후자로는 아탈라, 비탈라, 수탈라, 라사탈라, 탈라탈라, 마하탈라, 파탈라 및 나라카가 위치해 있다. 더 높은 로카(1-7)는 하늘로 묘사되며, 더 높은 신들로 채워지고 진리로 가득 차 있다. 낮은 로카(8-14)는 다른 "지옥"을 구성한다. 이러한 각 영역에는 '카르마의 궤적을 살아가는' 서로 다른 신과 존재가 있다. 상위 영역에 있는 존재들은 마음, 에고, 감각 대상에 대한 분리를 강화한 긍정적인 공덕으로 인해 일시적인 영적 해방을 얻었다. 그러나 궁극적인 해탈은 신과의 궁극적인 합일을 성취하는 인간 삶의 최고의 목표로 여겨진다. 차례로 해탈은 세속적인 대상과 욕망으로부터의 완전한 해방/분리를 요구한다.
- 상위 7개 로카
- 하위 7개 로카

1. 사트야로카 (브라흐마로카)
2. 타파로카
3. 야나로카
4. 마하로카
5. 스바르로카 (스바르가-로카)
6. 부바르로카
7. 부로카
8. 아탈라로카
9. 비탈라로카
10. 수탈라로카
11. 탈라탈라로카
12. 마하탈라로카
13. 라사탈라로카
14. 파탈라로카

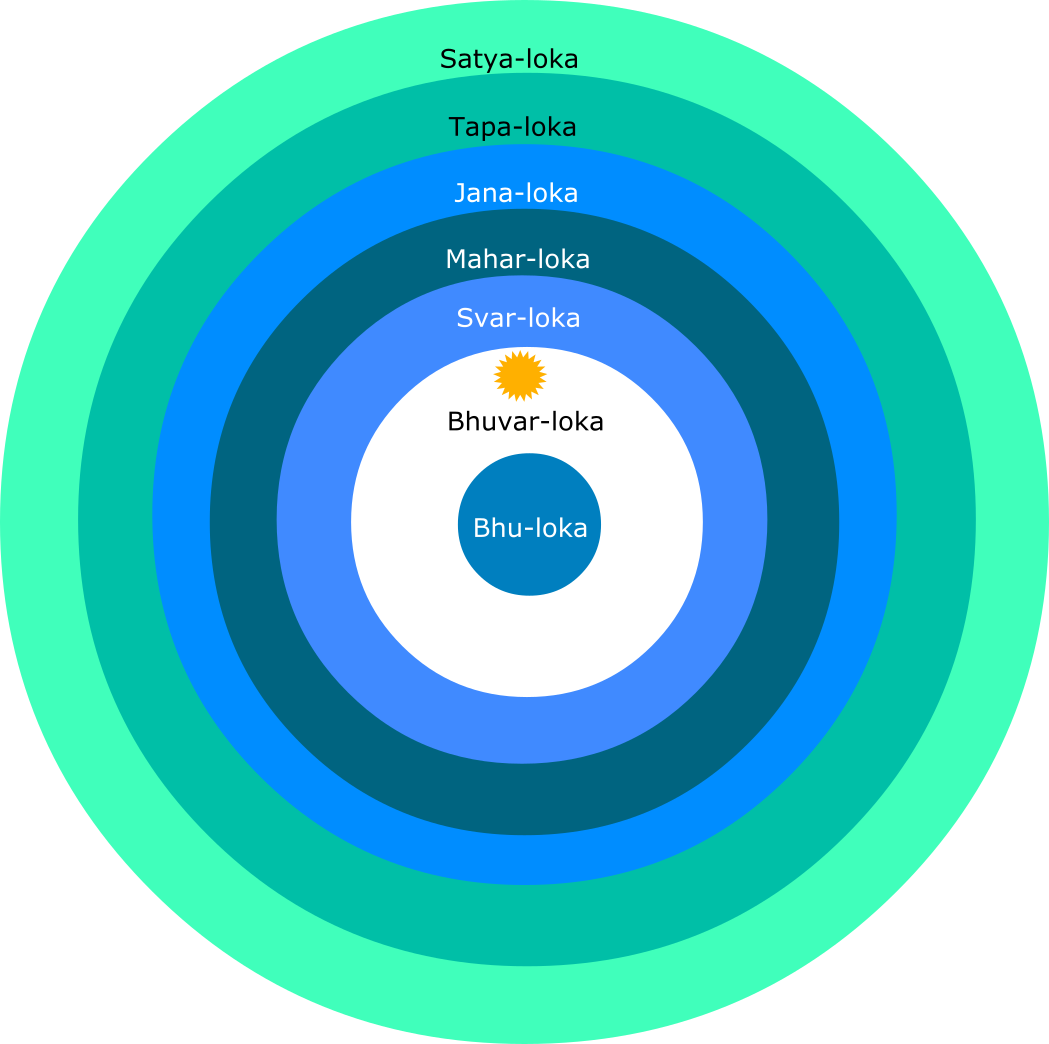
상위 7개 로카
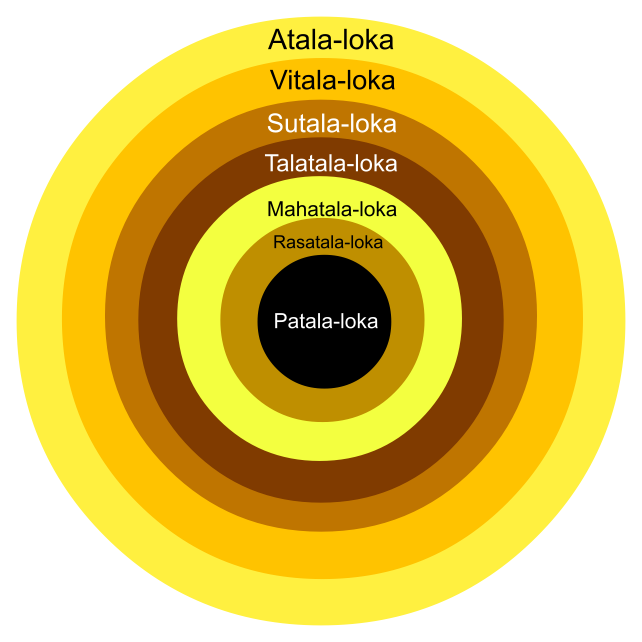
하위 7개 로카

14개 로카의 또 다른 라인업은 다음과 같다.
1. 부르로카
2. 부바르로카
3. 수바르로카
4. 마하로카
5. 자나르로카
6. 타파르로카
7. 사티아로카
8. 브라흐마로카
9. 피트리로카
10. 소마로카
11. 인드라로카
12. 간다르바로카
13. 라크샤사로카
14. 야크샤로카

### 갤러리

브라만다(물질구형 우주)의 대규모 구조
지도 2 : 하나의 힌두 우주론에 따른 지구의 중간 이웃.
지도 3 : 한 힌두 우주론에 따르면 지구의 지역 이웃.

## 불교

### 여섯 로카
티베트와 탄트라 학교에서 "여섯 로카"는 차크라와 바바차크라에 있는 존재의 여섯 차원 또는 클래스와 함께 작동하는 뵌교 및 닝마파 영적 수행 또는 규율을 나타낸다. 불교 우주론에서 욕계(카마로카) · 색계(루파로카)· 무색계(아루파로카)는 다양한 존재가 거주하는 영역이다.  또한 이러한 영역에 거주하는 사람들은 해당 영역의 특성을 식별할 것이다. 예를 들어, 욕계에 거주하는 존재는 주로 감각적 욕망을 경험하는 반면 색계에 거주하는 존재는 깊은 명상을 경험할 것입이다. 다양한 초기 경전은 또한 심리학과 우주론 사이에 긴밀한 관계가 있음을 시사하며, 이는 언급된 위치로 해석될 수 있는 우주의 다른 수준의 존재와 동일시된다.

### 삼계
불교에는 삼계라는 우주론적 관점이 있다. 팔리어 정경과 관련 아가마에 기초한 초기 불교에는 세 가지 뚜렷한 영역이 있다: 첫째, 인간과 동물, 그리고 어떤 악마들이 거주하는 카마로카, 즉 욕계, 둘째는 특정한 명상적 성취를 이루는 특정한 존재들이 거주하는 물질적 존재의 세계인 색계(루파다투로카), 셋째는 형태가 없는 영혼들이 거주하는 아루파다투로카, 즉 무색계이다. 열반의 가장 높은 목표를 달성한 아라한은 어떤 형태로든, 어떤 영역에서든 개별적 존재로부터 스스로를 해방시켰고 여기, 저기 또는 그 사이에서 찾을 수 없습다. 즉, 그들은 어떤 장소에서도 찾을 수 없다.  초기 경에는 깨어난 고귀한 존재가 경험하는 것으로 묘사되는 초세속 영역(출세간)으로 알려진 또 다른 중요한 영역에 대한 정보도 포함되어 있다.

## 자이나교

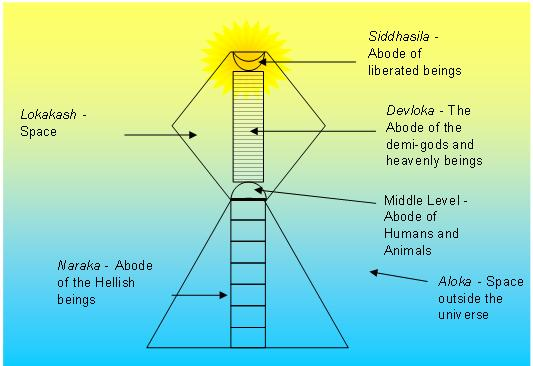
케발린스가 말하는 우주 구조

자이나교 문학에서 우주는 로카라고 한다. 자이나교 우주론은 우주 자연법칙에 따라 작동하는 영원하고 항상 존재하는 로카를 가정하며, 창조신이나 파괴신은 없다. 자이나교 우주론에 따르면 우주는 세 부분으로 나뉜다.
1. 우르드바로카 - 신 또는 천국의 영역
2. 마드야로카 – 인간, 동물 및 식물의 영역
3. 아도로카 – 지옥 같은 존재 또는 지옥 같은 지역의 영역

자이나교 우주론은 로카와 알로카라는 용어를 사용하여 우주에서 사람이 거주할 수 있는 공간과 거주할 수 없는 공간을 설명한다. 이 철학은 거주 가능한 공간(로카)이 거주 불가능한 공간(알로카)으로 절대 침투하지 않는 방법을 설명하며, 둘 다 공(아카샤)의 세분화이다. 자이나교 우주론에서 해탈을 달성하고 모든 선업과 악업의 열매를 받으면 영혼은 말의 영역에서 자유로워진다.

## 신지학
로카의 개념은 신지학에 의해 채택되었으며 블라바츠키와 G. 데 푸루크케르의 글에서 찾을 수 있다. 블라바츠키의 삼계 중 하나는 카마로카(욕계)로, 블라바츠키, 레드비터 및 슈타이너의 가르침에 따르면 일시적인 사후 상태 또는 아스트랄계와 같다.